# Cos (física)
|  | Per a altres significats, vegeu «Cos». |

En física, un cos  és una porció de matèria, objecte, que pot ser descrita per la teoria de la mecànica clàssica, o la mecànica quàntica, i mesurada amb Instruments de mesura.
Per exemple, una pilota de futbol pot ser considerat un objecte, però la pilota també es compon de moltes partícules (partícules de matèria).
La concepció comuna dels objectes físics inclou que tenen l'extensió en el món físic, encara que existeixen teories de la física quàntica i la cosmologia, que pot desafiar això.
En particular, en mecànica clàssica, el cos  és un document de síntesi matemàtica per a abstraure algunes característiques comunes de les coses naturals que ens envolten per tal de descriure el seu comportament mecànic. En aquest sentit, tenint en compte que el cos té una Massa física (inercial i gravitacional) i que es pot determinar la posició, la velocitat i en alguns casos, "orientació dins l'espai físic, i com aquestes característiques canvien sota l'acció de forces que se li apliqui. El concepte de posició s'associa amb el concepte de volum. Aquesta propietat es basa en la definició d'Aristòtil de cos: El cos és el que té extensió en totes direccions (Aristòtil, Física)
En la física clàssica, un cos físic és un cos amb massa, no només energia, és de tres dimensions, té una trajectòria de la posició i orientació en l'espai, i una certa durada de temps. És l'objecte d'estudi en un experiment i és l'objecte previst en una llei de la física, o la teoria física. Es pot considerar com un tot, però pot estar compost per una col·lecció de petits cossos físics, per exemple, un pes, una pilota, els protons, o un planeta
En mecànica, la teoria dels cossos està en general, en conformitat amb l'estructura estructura matemàtica de lògica booleana.
Plantilla:Infotaula composició de la matèria